# Grün-gelbe Koalition
Unter einer grün-gelben Koalition (kurz Grün-Gelb; auch Limetten-Koalition oder Zitruskoalition genannt) versteht man in Deutschland eine Koalition zwischen der Partei Bündnis 90/Die Grünen (Parteifarbe grün) und der FDP (Parteifarbe gelb). Sie kam erstmals vor der Landtagswahl in Baden-Württemberg 2021 ins Gespräch, als sich rechnerisch die Möglichkeit zum auf Landesebene neuen Regierungsbündnisses abzeichnete.

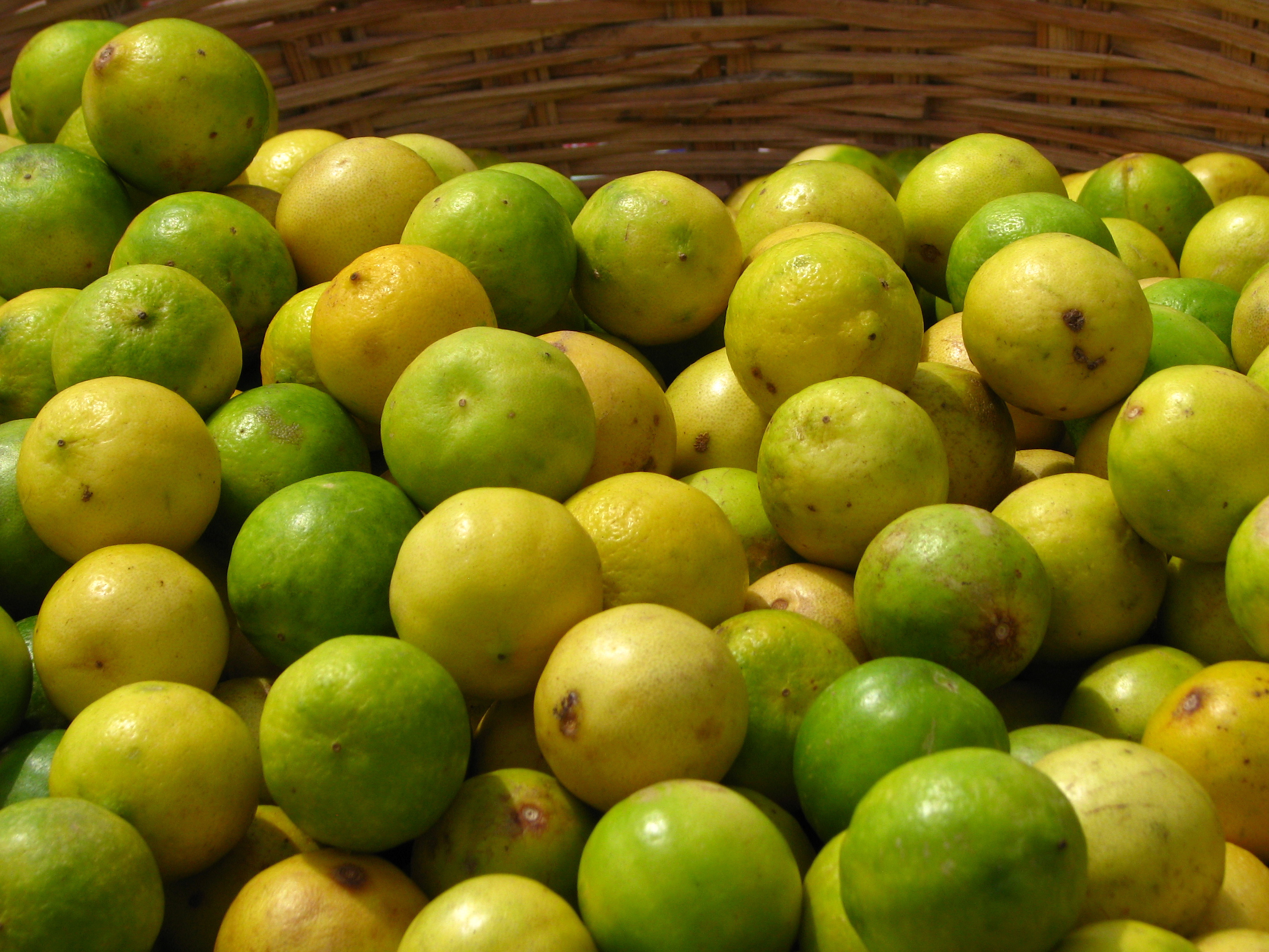
Namensgeber: Limetten

## Länderebene
Im August 2019 zeigte sich der FDP-Politiker Michael Theurer offen für die Bildung einer grün-gelben Koalition nach der Landtagswahl in Baden-Württemberg 2021. Im selben Jahr erklärte auch Hans-Ulrich Rülke als Vorsitzender der FDP-Landtagsfraktion, dass Grün-Gelb eine realistische Option sei. Kurz vor dem Wahltag erklärte Rülke, dass die FDP nach einem Rückzug von Winfried Kretschmann während der Legislaturperiode auch einen Nachfolger von den Grünen mitwählen würde, um eine Koalition fortzusetzen. Letztendlich verfehlte eine mögliche grün-gelbe Koalition die absolute Mehrheit im Landtag um zwei Mandate.

## Kommunale Ebene
Nach den Kommunalwahlen in Hessen 2016 gab es ein solches bundesweit erstmaliges Bündnis in der hessischen Gemeinde Großkrotzenburg. Die grün-gelbe Koalition zerbrach ein halbes Jahr vor den Kommunalwahlen in Hessen 2021.